# Clistopyga carvajali
Clistopyga carvajali là một loài tò vò trong họ Ichneumonidae.